# Friday Night Lights (film)
Pour les articles homonymes, voir Friday Night Lights.
Pour plus de détails, voir Fiche technique et Distribution.
Friday Night Lights ou Les Lumières du vendredi soir au Québec est un film américano-allemand réalisé par Peter Berg et sorti en 2004. Il s'agit d'une adaptation du livre Friday Night Lights: A Town, a Team, and a Dream (en) de H. G. Bissinger (en), publié en 1990. Le film revient sur l'équipe de football américain du lycée Permian High School (en) à Odessa lors du championnat de 1988.
Une série télévisée adaptée du film est diffusée entre 2006 et 2011.

## Synopsis
Été 1988. La ville d'Odessa au Texas est en ébullition à l'approche du début de saison de son équipe de football américain du lycée Permian High School (en), les Permian High Panthers. Tous les habitants souhaitent que les joueurs remportent le champion de l’État. Ils attendent beaucoup des joueurs, notamment du running back vedette, James "Boobie" Miles, et de l'entraîneur Gary Gaines (en). Ils vont devoir gérer la pression et les blessures.

## Fiche technique
Sauf indication contraire, les informations mentionnées dans cette section peuvent être confirmées par la base de données cinématographiques IMDb,  présente dans la section « Liens externes ».
- Titre original et français : Friday Night Lights
- Titre québécois : Les Lumières du vendredi soir
- Réalisation : Peter Berg
- Scénario : Peter Berg et David Aaron Cohen, d'après le livre de H. G. Bissinger (en) publié en 1990 Friday Night Lights: A Town, a Team, and a Dream (en)
- Musique : Brian Reitzell, Explosions in the Sky et David Torn
- Direction artistique : Peter Borck
- Décors : Sharon Seymour
- Costumes : Susan Matheson
- Photographie : Tobias A. Schliessler
- Montage : Gabrielle Fasulo, Colby Parker Jr., Susan Rash et David Rosenbloom
- Production : Brian Grazer

Producteurs associés : Sarah Aubrey et David Bernardi
Producteurs délégués : John Cameron et James Whitaker
- Sociétés de production : Universal Pictures, Imagine Entertainment, Friday Night Lights LLC et MDBF Filmgesellschaft mbH & Company KG
- Société(s) de distribution : UIP (France), Universal Pictures (États-Unis)
- Budget : 30 millions de dollars
- Pays de production :  États-Unis,  Allemagne
- Langue originale : anglais
- Format : couleur
- Genre : drame biographique, sportif
- Durée : 118 minutes
- Dates de sortie[1] :
  - États-Unis, Canada : 8 octobre 2004
  - France : 18 janvier 2005 (DVD)
- Classification[2] :
  - États-Unis : PG-13

## Distribution
- Billy Bob Thornton (V. F. : Joël Martineau ; V. Q. : Éric Gaudry) : le coach Gary Gaines (en)
- Lucas Black (V. F. : Maurice Decoster ; V. Q. : Jean-François Beaupré) : Mike Winchell
- Garrett Hedlund (V. F. : Franck Lorrain ; V. Q. : Benoit Éthier) : Don Billingsley
- Derek Luke (V. F. : Bruno Henry ; V. Q. : Patrice Dubois) : James "Boobie" Miles
- Jay Hernández (V. F. : Vincent Ropion ; V. Q. : Louis-Philippe Dandenault) : Brian Chavez
- Lee Jackson III (V. F. : Boris Rehlinger ; V. Q. : Didier Lucien) : Ivory Christian
- Lee Thompson Young (V. F. : Adrien Antoine ; V. Q. : Adrien Lacroix) : Chris Comer
- Tim McGraw (V. F. : Emmanuel Jacomy ; V. Q. : Louis-Georges Girard) : Charles Billingsley
- Grover Coulson (V. Q. : François L'Écuyer) : L. V. Miles
- Connie Britton (V. Q. : Marie-Andrée Corneille) : Sharon Gaines
- Connie Cooper (V. Q. : Michèle Deslauriers) : Mme Winchell
- Kasey Stevens (V. Q. : Viviane Pacal) : Flippy
- Ryanne Duzich (V. Q. : Aline Pinsonneault) : Melissa
- Amber Heard (V. Q. : Nadia Paradis) : Maria
- Morgan Farris : Jennifer Gaines
- Laine Kelly : la petite-amie de Chris Comer
- Turk Pipkin : Skip Baldwin
- Brad Leland : John Aubrey
- Lillian Langford : Nancy Aubrey
- Christian Kane : Brian
- Julius Tennon (V. F. : Pascal Renwick) : le coach Freddie James
- Roy Williams : l'entraineur-assistant de Midland Lee (caméo)
- Aqib Talib : lui-même (images d'archives)

## Production
Le scénario s'inspire du livre Friday Night Lights: A Town, a Team, and a Dream (en) du journaliste H. G. Bissinger (en) publié en 1990. Il est le cousin du réalisateur-scénariste Peter Berg. Avant lui, Richard Linklater devait réaliser le film mais n'avait pas réussi à trouver un financement, Alan J. Pakula avait été lié également au projet.
Le véritable Boobie Miles (en) — incarné par Derek Luke dans le film — apparaît dans le rôle d'un entraineur assistant. Le film marque les débuts au cinéma d'Amber Heard.
Le tournage se déroule de février à avril 2004. Il a lieu principalement au Texas : à Odessa (Ratliff Stadium), Austin (Austin Studios, Westlake High School), Abilene, Taylor, Elgin, Houston (Astrodome) ; ainsi qu'à Manhattan au Kansas.

## Bande originale
Albums de Explosions in the Sky
The Earth is Not a Cold Dead Place
(2003) The Rescue
(2005)
L'album de la bande originale contient des chansons principalement écrites par le groupe Explosions in the Sky.
Liste des titres
1. "From West Texas" - 2:41
2. "Your Hand in Mine (w/Strings)" - 4:08
3. "Our Last Days as Children" - 2:41
4. "An Ugly Fact of Life" - 2:55
5. "Home" - 2:38
6. "Sonho Dourado" (Daniel Lanois) - 3:26
7. "To West Texas" - 4:06
8. "Your Hand in Mine (Goodbye)" - 2:05
9. "Inside It All Feels the Same" - 4:23
10. "Do You Ever Feel Cursed" (David Torn) - 3:23
11. "Lonely Train" - 6:51
12. "Seagull" (Bad Company) - 4:03
13. "The Sky Above, the Field Below" - 5:40
14. "A Slow Dance" - 3:53

## Distinctions
(en) Récompenses pour Friday Night Lights sur l’Internet Movie Database

### Récompense
- ESPY Awards 2005 : meilleur film de sport
- American Film Institute Awards 2005 : film de l'année

### Nominations
- Teen Choice Awards 2009 : meilleur film dramatique
- MTV Movie & TV Awards 2005 : meilleure révélation masculine pour Tim McGraw
- Young Artist Awards : meilleur film dramatique - drame